# Ставрос Ригас
Ставрос Ригас, известен като капитан Кавондорос (на гръцки: Σταύρος Ρήγας, Καβοντόρος), е гръцки офицер и революционер, деец на Гръцката въоръжена пропаганда в Македония от началото на XX век/

## Биография
Роден е в Агиос Димитриос на Евбея. Като гръцки офицер от пехотата се присъединява към гръцката пропаганда в Македония през 1905 година, като негов четник тогава е Георгиос Томбрас. В края на годината замества в района на Ениджевардарското езеро заболелия Константинос Буковалас, а през февруари негов нов секретар става Михаил Анагностакос. Скоро след това през април са подсилени от четите на Панайотис Пападзанетеас и Йоанис Сакеларопулос (капитан Зиряс).